# Relations entre l'Afrique du Sud et Taïwan
Les relations entre l'Afrique du Sud et Taïwan désignent les relations internationales s'exerçant entre, d'une part, la république d'Afrique du Sud, et de l'autre, la république de Chine.
En l'absence de relations diplomatiques officielles entre les deux États, chacun d'entre eux est représenté auprès de l'autre par un bureau de représentation.

## Relations diplomatiques
Les premières contacts entre l'Afrique du Sud et la république de Chine sont établies au début du XXe siècle, dans la continuité des relations consulaires établies en 1905 entre l'Union d'Afrique du Sud et la dynastie Qing.
En 1960, les gouvernements de Taipei et de Pékin, pour le compte de la république de Chine et de la république populaire de Chine, ouvrent leur politique étrangère aux nouveaux États indépendants d'Afrique, chacun afin d'affirmer son statut et sa reconnaissance sur la scène internationale vis-à-vis de l'autre. Cette offensive diplomatique s'inscrit également dans un contexte de Guerre froide, celle de Taïwan étant vue dans le bloc de l'Ouest comme une lutte contre la montée du communisme.
Le 25 octobre 1971, l'Afrique du Sud se prononce contre la résolution 2758 de l'Assemblée générale des Nations unies, qui sera toutefois adoptée, actant l'intégration de la république populaire de Chine aux Nations unies aux dépens de la république de Chine.
Le 26 avril 1976, les relations entre l'Afrique du Sud et la république de Chine sont officiellement élevées au niveau diplomatique, avec l'établissement d'ambassades.
Ils rompent leurs relations diplomatiques le 31 décembre 1997. Des bureaux de représentation respectifs sont néanmoins établis dès le lendemain en lieu et place des ambassades, tandis que les consulats en Afrique du Sud de Johannesbourg, Durban et du Cap deviennent des bureaux annexes.
En 2024, le ministère sud-africain des Relations internationales et de la Coopération demande le déménagement du bureau de représentation de Taipei principal basé à Pretoria, capitale administrative, vers Johannesbourg, capitale économique, en accord avec la « nature apolitique et non diplomatique des relations entre la république d'Afrique du Sud et Taiwan », les ambassades étrangères étant traditionnellement basées dans la capitale administrative ; cet événement est similaire à celui survenu quelques années plus tôt au Nigeria, le bureau taïwanais ayant été transféré en 2017 de la capitale Abuja à l'ancienne capitale Lagos. À défaut de relocalisation actée, l'Afrique du Sud renomme unilatéralement le bureau taïwanais, de bureau de liaison (Taipei Liaison Office) à bureau commercial (Taipei Commercial Office).